# 1978-as Formula–1 német nagydíj
A német nagydíj volt az 1978-as Formula–1 világbajnokság tizenegyedik futama.

## Futam
| Helyezés | #  | Versenyző             | Csapat/Motor       | Körök | Idő/Kiesés oka                 | Rajthely | Pontszám |
| -------- | -- | --------------------- | ------------------ | ----- | ------------------------------ | -------- | -------- |
| 1        | 5  | Mario Andretti        | Lotus-Ford         | 45    | 1:28:00,90                     | 1        | 9        |
| 2        | 20 | Jody Scheckter        | Wolf-Ford          | 45    | +15,35                         | 4        | 6        |
| 3        | 26 | Jacques Laffite       | Ligier-Matra       | 45    | +28,01                         | 7        | 4        |
| 4        | 14 | Emerson Fittipaldi    | Fittipaldi-Ford    | 45    | +36,88                         | 10       | 3        |
| 5        | 3  | Didier Pironi         | Tyrrell-Ford       | 45    | +57,26                         | 16       | 2        |
| 6        | 25 | Héctor Rebaque        | Lotus-Ford         | 45    | +1:37,86                       | 18       | 1        |
| 7        | 2  | John Watson           | Brabham-Alfa Romeo | 45    | +1:39,53                       | 5        |          |
| 8        | 12 | Gilles Villeneuve     | Ferrari            | 45    | +1:56,87                       | 15       |          |
| 9        | 35 | Riccardo Patrese      | Arrows-Ford        | 44    | +1 kör                         | 14       |          |
| 10       | 32 | Keke Rosberg          | Wolf-Ford          | 42    | +3 kör                         | 19       |          |
| 11       | 23 | Harald Ertl           | Ensign-Ford        | 41    | Motorhiba                      | 17       |          |
| Kizárva  | 36 | Rolf Stommelen        | Arrows-Ford        | 42    | Bokszutca helytelen használata | 23       |          |
| Kiesett  | 6  | Ronnie Peterson       | Lotus-Ford         | 36    | Váltó                          | 2        |          |
| Kizárva  | 7  | James Hunt            | McLaren-Ford       | 34    | Bokszutca helytelen használata | 8        |          |
| Kiesett  | 27 | Alan Jones            | Williams-Ford      | 31    | Üzemanyag rendszer             | 6        |          |
| Kiesett  | 22 | Nelson Piquet         | Ensign-Ford        | 31    | Váltó                          | 21       |          |
| Kiesett  | 19 | Vittorio Brambilla    | Surtees-Ford       | 24    | Üzemanyag rendszer             | 20       |          |
| Kiesett  | 8  | Patrick Tambay        | McLaren-Ford       | 16    | Baleset                        | 11       |          |
| Kiesett  | 11 | Carlos Reutemann      | Ferrari            | 14    | Üzemanyag rendszer             | 12       |          |
| Kiesett  | 1  | Niki Lauda            | Brabham-Alfa Romeo | 11    | Motorhiba                      | 3        |          |
| Kiesett  | 15 | Jean-Pierre Jabouille | Renault            | 5     | Motorhiba                      | 9        |          |
| Kiesett  | 9  | Jochen Mass           | ATS-Ford           | 1     | Baleset                        | 22       |          |
| Kiesett  | 16 | Hans-Joachim Stuck    | Shadow-Ford        | 1     | Baleset                        | 24       |          |
| Kiesett  | 4  | Patrick Depailler     | Tyrrell-Ford       | 0     | Baleset                        | 13       |          |
| NK       | 17 | Clay Regazzoni        | Shadow-Ford        |       |                                |          |          |
| NK       | 10 | Jean-Pierre Jarier    | ATS-Ford           |       |                                |          |          |
| NK       | 18 | Rupert Keegan         | Surtees-Ford       |       |                                |          |          |
| NK       | 37 | Arturo Merzario       | Merzario-Ford      |       |                                |          |          |
| NeK      | 31 | René Arnoux           | Martini-Ford       |       |                                |          |          |
| NeK      | 30 | Brett Lunger          | McLaren-Ford       |       |                                |          |          |

## Statisztikák
Vezető helyen:
- Ronnie Peterson: 4 (1-4)
- Mario Andretti: 41 (5-45)

Mario Andretti 11. győzelme, 14. pole-pozíciója, Ronnie Peterson 8. leggyorsabb köre.
- Lotus 69. győzelme.

Nelson Piquet első versenye.